# Rävlanda
Rävlanda est une localité de Suède située dans la commune de Härryda du comté de Västra Götaland. Elle couvre une superficie de 1,46 km2. En 2010, elle compte 1 462 habitants.